# Psarosoupa
Psarosoupa (en griego: ψαρόσουπα) o sopa de pescado es una sopa típica de la cocina griega. Su elaboración es a partir de un estofado de diversos tipos de pescados, y de ejecución muy similar a la bouillabaisse francesa. De esta sopa existen diversas variantes regionales. No pudiéndose encontrar una receta única para su elaboración. La popularidad de la sopa hace que pueda encontrarse habitualmente en los menús de toda Grecia.

## Características
Las recetas difieren según las regiones y los gustos del cocinero. Pero suele consistir en un caldo de pescado como base, que se suele espesar con huevo y zumo de limón. Suele añadírsele algunas verduras como pueden ser zanahorias, perejil, apio y cebollas. En la mayoría de las ocasiones contiene arroz, trozos de pescados diversos y patata. Es una sopa que se sirve caliente. 

## Variantes
Existen diversas variantes de la psarosoupa como puede ser la kakavia elaborada con la misma sopa de pescado de fondo y a la que se le añaden cantidades generosas de aceite de oliva. En algunas ocasiones se denomina Psarosoupa Avgolemono. 